# Walter Handschuhmacher
Walter Peter Handschuhmacher (* 20. März 1904 in Dortmund; † 30. April 1987 ebenda) war ein deutscher Schwimmer.

## Biografie
Walter Handschuhmacher wurde 1926 bis 1929 Deutscher Meister über 7,5 km Freiwasser sowie 1928 über 1500 m Freistil. Darüber hinaus startete er bei den Olympischen Sommerspielen 1928 in Amsterdam. Handschuhmacher schied jedoch sowohl im Wettkampf über 400 als auch über 1500 m Freistil im Vorlauf aus.